# طائفة أريولة
طائفة أريولة هي إحدى ممالك الطوائف التي كانت موجودة على الأرجح في الفترة مابين عامي 1239-1249 م، في الأندلس.